# Мыдрево
Мыдрево (болг. Мъдрево) — село в Болгарии. Находится в Разградской области, входит в общину Кубрат. Население составляет 960 человек.

## Политическая ситуация
В местном кметстве Мыдрево, в состав которого входит Мыдрево, должность кмета (старосты) исполняет Ибрям  Хасан Ялама (Движение за права и свободы (ДПС)) по результатам выборов правления кметства.
Кмет (мэр) общины Кубрат — Ремзи  Халилов Юсеинов Движение за права и свободы (ДПС)) по результатам выборов в правление общины.